# Akland
Akland là một làng nằm ở Na Uy.